# Научно друштво Србије
Научно друштво Србије је правно лице са седиштем у Београду, које се својом делатношћу бави на подручју Републике Србије. Основано је 1977. и разврстано у организацију друштвене делатности. На њеном челу се налази његов Председник, изабран сходно одредбама Статута Научног Друштва Србије и законским прописима, који Друштво представља у Србији и иностранству.
Научно друштво Србије данас чине; Пленум, као највиши орган друштва, и четири одељења са више од 100 активних чланова.

## Историјат
На основу иницијативе коју је 1968. године покренуо проф. др Војислав К. Стојановић, дугогодишњи председник Удружења универзитетских наставника и других научних радника, на Пленуму Удружења, одржаном у Београду 11. новембра 1968. године усвојен је правилник о оснивању и раду Друштва за развој и унапређење науке - Научно друштво Србије.
Матичну комисију, за оснивање друштва, формирану децембра 1968. годинечинили су: професор Медицинског факултета у Београду – др Војислав К. Стојановић, професор Архитектонског факултета у Београду – др Ђурђе Бошковић, професор Правног факултета у Београду – др Никола Стјепановић, и професори Природно- математичког факултета у Београду – др Ђуро Курепа и Милорад Млађеновић, која ће неколико месеци касније изабрати 17 чланова Друштва.
Три месеца касније у марту 1969. године „одржан је припремни консултативни састанак на коме су, поред чланова матичне комисије, присуствовали председник и потпредседник Српске академије наука и уметности, један члан Извршног већа Србије, председник Савета за координацију научних делатности и један број чланова Удружења универзитетских наставника и других научних радника. На том састанку договорено је да се одржи Оснивачка скупштина Друштва.”
Оснивачка скупштина друштва, на којој је донета одлука да се оснује Научно друштво одржана је јуна 1969. године у просторијама Удружења универзитетских наставника и других научних радника у Београду. На оснивачкој скупштини донет је привремени правилник о раду Друштва у оквиру Удружења универзитетских наставника и других научних радника СР Србије и изабрана прва управа Друштва.
Прва управа Друштва
- Председник: Проф. др Војислав К. Стојановић,
- Потпредседник: Проф. др Ђурђе Бошковић,
- Секретар: Проф. др Бранислав Шошкић

Чланови друштва
- Проф. др Драгослав Митриновић,
- Проф. др Милорад Млађеновић,
- Проф. др Никола Стјепановић,
- Проф. др Јован Сурутка.

Издвајање Научног друштва из Удружења универзитетских наставника и других научних радника СР Србије и осамостаљење, и стицање својства правног лица, извршено је накнадно, у складу са важећим законским прописима и процедурама Србије.
Научно друштво Србије данас чине четири одељења са више од 100 активних чланова.

## Избор чланова друштва
Чланови Научног друштва Србије могу бити домаћи и страни држављани који су остварили значајна достигнућа у развоју науке или примени научних сазнања, који то постају избором на Пленуму Друштва, након спроведеног поступка кандидовања и вредновања предложених кандидата.
Избор се обавља тајним гласањем а изабран је онај кандидат који је добио преко две трећине гласова присутних чланова Друштва на Пленуму.
Новоизабрани члан Друштва, дужни су да на посебној јавној седници Друштва, одрже приступни говор који се објављује, по правилу Друштва, у часопису Друштва – Scientific Review.

## Организација

### Пленум
Највиши орган Научног Друштва Србије је Пленум кога чине сви научници – чланови Друштва. Извршне органе Пленума друштва чине  Председништво Друштва кога чине: 
- Председник Друштва,
- Два потпредседника
- Генерални секретар Друштва и још 9 чланова Председништва.
- Надзорни одбор, који се састоји се од председника Надзорног одбора и још 2 члана. Он врши надзор финансијског и материјалног пословања друштва. а бира га Пленум, на једној од својих седница према статуту друштва.[3]

### Одељења Научног друштва Србије
Одељење природно-математичких наука
Одељење техничких наука
Одељење медицинско-биолошких наука
Одељење друштвених наука

## Циљеви Друштва
Основни циљеви Научног друштва Србије су:
- Ширење и популарисање научних сазнања;
- Развијање и унапређење научног рада и мисли;
- Развијање и проверавање метода научног рада;
- Развијање и неговање научне критике;
- Прилагођавање научног рада, посебно на универзитетима, новим сазнањима научне мисли и потребама праксе;
- Анализирање научних открића и испитивање могућности и последица њихове примене;
- Слобода научног рада, у складу са важећим законима и научним стандардима;
- Остваривање других циљева од интереса за Научно друштво Србије и његове чланове.

## Права и дужности чланова
Права и дужности чланова Научног друштва Србије су:
- Бављење научним радом изношење резултате тога рада у оквиру Друштва;
- Учешће у раду Пленума и Одељења Друштва;
- Учешће у свим активностима и делатностима Друштва усмереним ка остварењу циљева Друштва;
- Да бирају и да буду бирани у органе и радна тела Друштва;
- Покретање иницијативе од значаја за остваривање циљева Друштва
- Вршење послове које им повере органи Друштва;
- Учешће у јавном животу, чување достојанства науке и етика струке, и залагање за остваривање циљева Друштва.[4]